# آزادی مجانبی
در فیزیک، آزادی مجانبی ویژگی در برخی از نگره های پیمانه‌ای است که بنا بر آن با افزایش سنجهٔ انرژی و کاهش طول هم‌ارز آن، برهمکنش بین کوارکها و  گلوئونها که ذره‌های سازندهٔ مادهٔ هسته‌ای هستند، کم زور می‌شود. 
آزادی مجانبی در انرژیهای بالا رخ می‌دهد و چون زور برهمکنش کم می‌شود می‌توان از روشهای پریشیدگی در مکانیک کوانتمی بهره برد. با بهره‌گیری از آن می‌توان سطح مقطع رویدادهای گوناگون را در برهمکنشهای قوی را به دست آورد.